# キング・オブ・アームズ

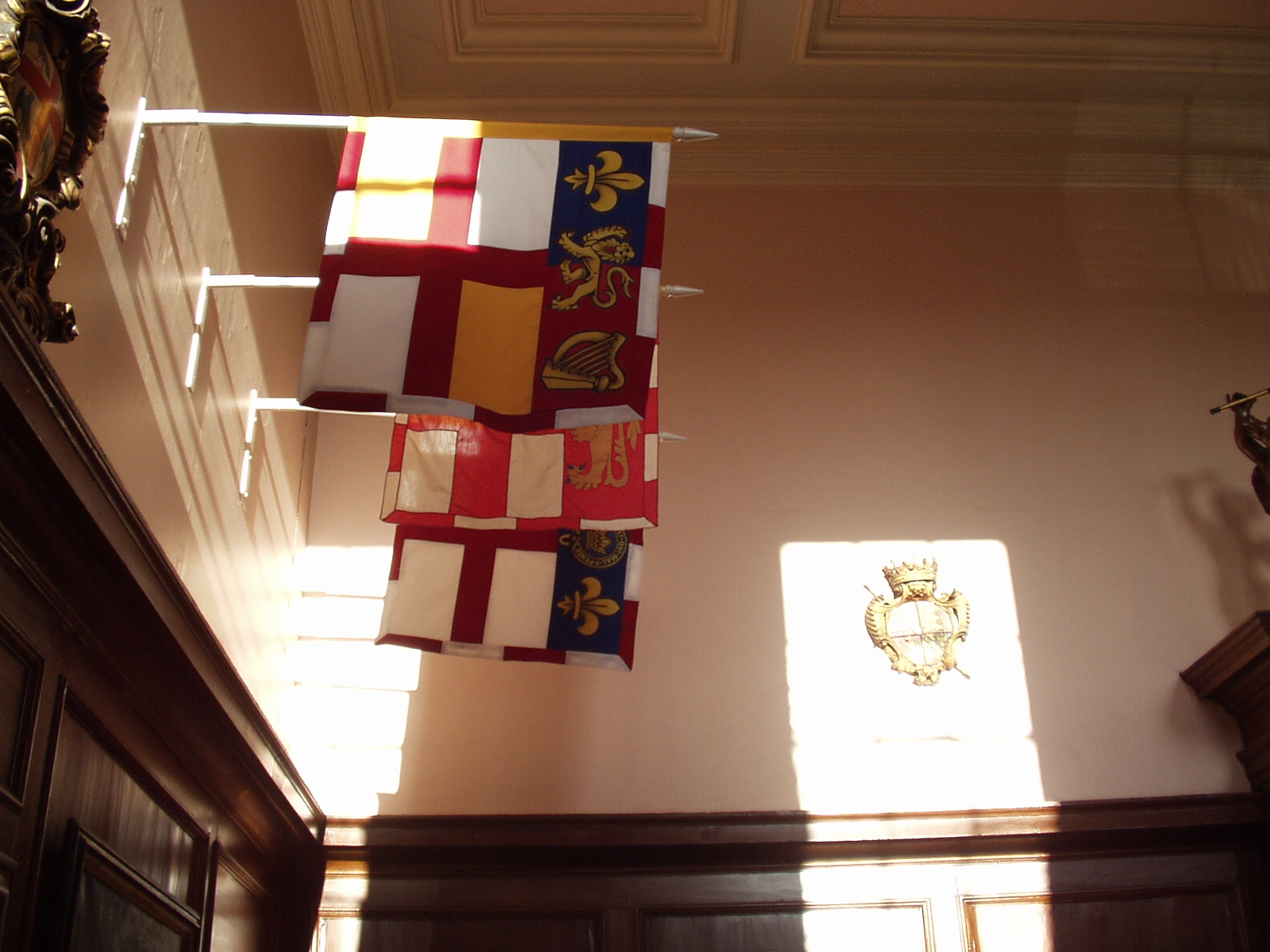
イギリスのキング・オブ・アームズの現行の3つの職位のバナー。手前から、ノロイ・アンド・アルスター・キング・オブ・アームズ、クラレンス・キング・オブ・アームズ、ガーター・プリンシパル・キング・オブ・アームズ。

キング・オブ・アームズ（英: King of Arms）は、ヘラルドの上位に位置する上級の紋章官である。初期にはキング・オブ・ヘラルド (King of Heralds) と呼ばれていた。多くの紋章の伝統において、キング・オブ・アームズだけが紋章を与える権限を持つ。その名の職位がない場合においても、その権限は同等あるいは類似した地位の他の紋章官に委任される。日本語では上級紋章官、紋章院長官、紋章院部長などと訳されるが定訳ではない。

## 解説

キング・オブ・アームズのコロネット

イングランドでは、紋章を与える権限は、令状の形で紋章院総裁（アール・マーシャル）の正式な承認を必要とする。アイルランドのような管轄区では、紋章を与える権限は伝統的なキング・オブ・アームズと同じ目的にかなうチーフ・ヘラルドに委任された。カナダにもチーフ・ヘラルドがあり、この紋章官がヘラルド・チャンセラー（書記官）の直接的な実務を通じ、イギリス国王の代行者として総督 (Governor-General) の権限において紋章を与える。スコットランド唯一のキング・オブ・アームズであるロード・ライアン・キング・オブ・アームズは、君主からの直接の委任によって王権を行使し、チーフ・ヘラルド・オブ・アイルランド及び旧アルスター・キング・オブ・アームズのように、他のいかなる官吏からも令状を必要としない。スペインでは、紋章を保証する権能は、「紋章記録者」を意味するクロニスタス・デ・アルマス (Cronistas de Armas) に与えられた。
イングランドとスコットランドのキング・オブ・アームズだけがその職位を示す特徴的なコロネットを持っており、戴冠式のような儀式の目的のために使われる。エリザベス2世の戴冠式においてキング・オブ・アームズは、高さが交互に異なる16枚のアカンサスの葉で飾りつけられ、 Miserere mei Deus secundum magnum misericordiam tuam （おお神よ、その大いなる慈悲によって私に情けをかけ給え、詩篇第51篇）というラテン語の言葉を刻まれたコロネットを用いた。このコロネットが図で示されるときは、正面に見える9枚のアカンサスの葉、及び前述の詩篇の最初の3語だけを示す。近年では、ロード・ライアンのための新しいクラウンがスコットランド王の王冠にならって作られた。このクラウンは、あらゆる不敬罪の指摘を避けるためにクイーン・マザーの王冠のものの1つのように即位式で取り除かれる取り外し可能なアーチを持つ。

## 各国のキング・オブ・アームズ

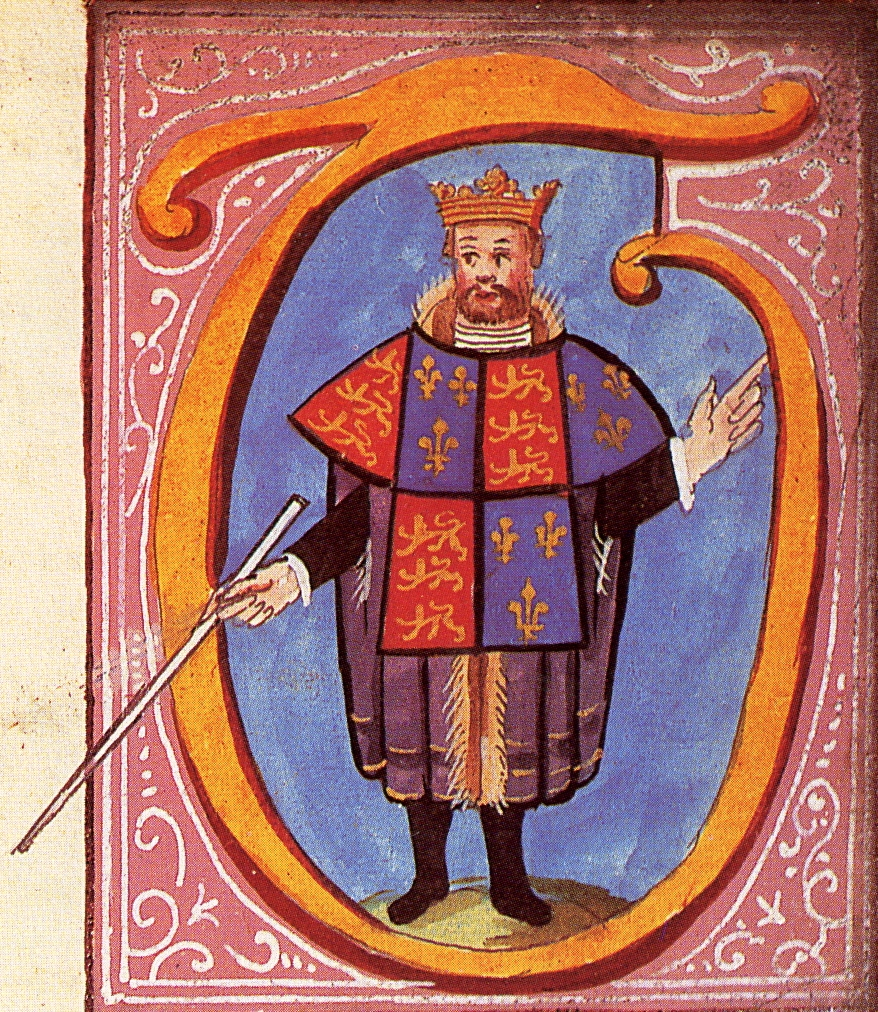
1536年から1557年の間クラレンス・キング・オブ・アームズであったトーマス・ホウリー (Thomas Hawley) 。

### キング・オブ・アームズ

#### イングランド
- ガーター主席紋章官（英語: Garter Principal King of Arms）
- クラレンス・キング・オブ・アームズ（英語: Clarenceux King of Arms）
- ノロイ・アンド・アルスター・キング・オブ・アームズ（英語: Norroy and Ulster King of Arms）

#### スコットランド
- ロード・ライアン・キング・オブ・アームズ

### チーフ・ヘラルド又はステート・ヘラルド
- チーフ・ヘラルド・オブ・カナダ (The Chief Herald of Canada)
- チーフ・ヘラルド・オブ・アイルランド (The Chief Herald of Ireland)
- ナショナル・ヘラルド・オブ・サウス・アフリカ (The National Herald (State Herald) of South Africa)
- ステート・ヘラルド・オブ・スウェーデン (The State Herald (Statsheraldiker) of Sweden)
スウェーデンのステート・ヘラルド (Statsheraldiker) は、スウェーデンの国立公文書館の分館の長である。

### スペイン
- クロニスタス・レイェス・デ・アルマス (Cronistas Reyes de Armas)